# Falklandoglenes spinosa
Falklandoglenes spinosa is een spinnensoort in de taxonomische indeling van de hangmatspinnen (Linyphiidae).
Het dier behoort tot het geslacht Falklandoglenes. De wetenschappelijke naam van de soort werd voor het eerst geldig gepubliceerd in 1983 door Usher.